# 아서 F. 라이트
아서 프레더릭 라이트(영어: Arthur Frederick Wright, 1913년 12월 3일~1976년 8월 11일)는 미국의 역사학자이다. 중국사 연구자로 영미권의 대표적인 수·당 시대 연구자로 잘 알려져 있다. 또한 20세기 중반 미국의 중국 불교사에 대한 연구를 이끌기도 했으며, 대표작으로는 《중국사 속의 불교》(1957)가 있다.

## 저작
- 《중국사 속의 불교》(Buddhism in Chinese History, 1957)
- 《유교와 중국문명》(Confucianism and Chinese civilization, 1964)
- 《당나라에 대한 관점》(Perspectives on the Tʻang, 1973)
- 《수 왕조》(The Sui Dynasty, 1978)
- 《유교적 신념》(The Confucian Persuasion, 1980)
- 《중국불교연구》(Studies in Chinese Buddhism, 1980)